# Krauser-Domani

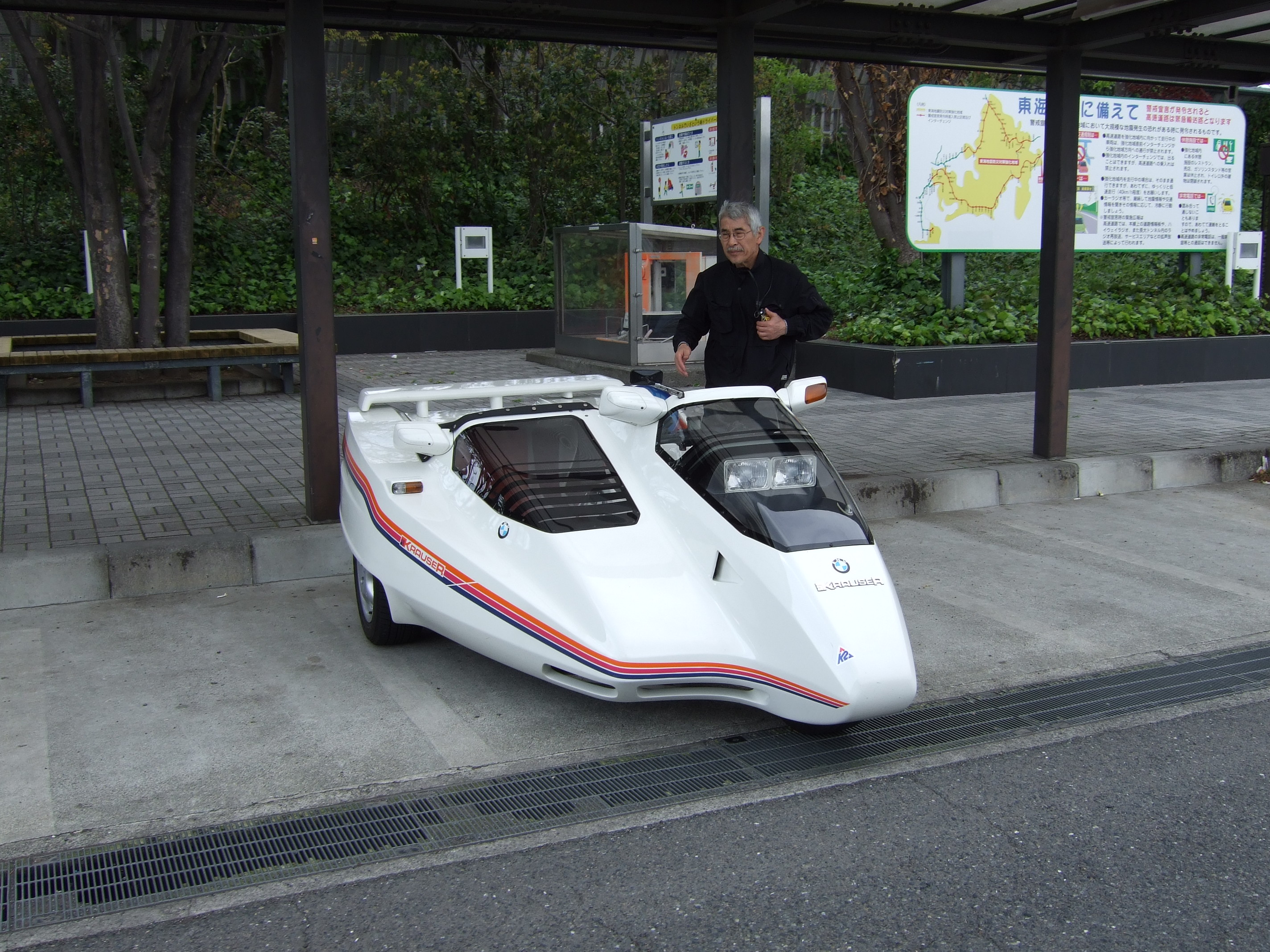
Krauser-Domani-Gespann

Das Krauser-Domani-Gespann ist ein exklusives Motorradgespann des Motorradzulieferers Krauser, das von 1988 bis 2004 gebaut wurde. Die Entwicklung und Produktion des mit Radnabenlenkung und einteiligem Chassis ausgestatteten Motorrads mit Beiwagen übernahm der Schweizer Spezialist LCR Engineering, die Motoren lieferte BMW. Über 100 dieser Fahrzeuge wurden produziert. Die überwiegende Anzahl der Gespanne wurde in das Ausland exportiert.

## Technik
Das Gespann ist auf einem Rohrträger aufgebaut. Das Vorderrad wird an doppelten Längslenkern geführt, über einen Lenkstockträger wird die Lenkbewegung auf die Achsschenkellenkung übertragen. Das Gespann rollt auf der Lenkachse und am Beiwagenrad auf Reifen der Dimension 185/60 R 14, am Hinterrad 195/60R 15. Der Radstand des vollverkleideten Gespanns beträgt 1870 mm, die Spurweite 1158 mm und der Vorlauf des Beiwagenrades 450 mm. Das Leergewicht wird mit 390 kg und das Gesamtgewicht mit 580 kg angegeben. Die Höchstgeschwindigkeit beträgt mit dem 96 kW-Motor (130 PS) der BMW K 1200 RS über 200 km/h.